# Junction City (Kansas)
Junction City es una ciudad ubicada en el condado de Geary en el estado estadounidense de Kansas. En el año 2010 tenía una población de 23353 habitantes y una densidad poblacional de 8.052,76 personas por km².

## Geografía
Junction City se encuentra ubicada en las coordenadas 39°1′39″N 96°50′25″O / 39.02750, -96.84028 (39.027519, -96.840351).

## Demografía
Según la Oficina del Censo en 2000 los ingresos medios por hogar en la localidad eran de $30,084 y los ingresos medios por familia eran $35,093. Los hombres tenían unos ingresos medios de $25,695 frente a los $20,846 para las mujeres. La renta per cápita para la localidad era de $16,581. Alrededor del 14.0% de la población estaban por debajo del umbral de pobreza.